# Fond de panier

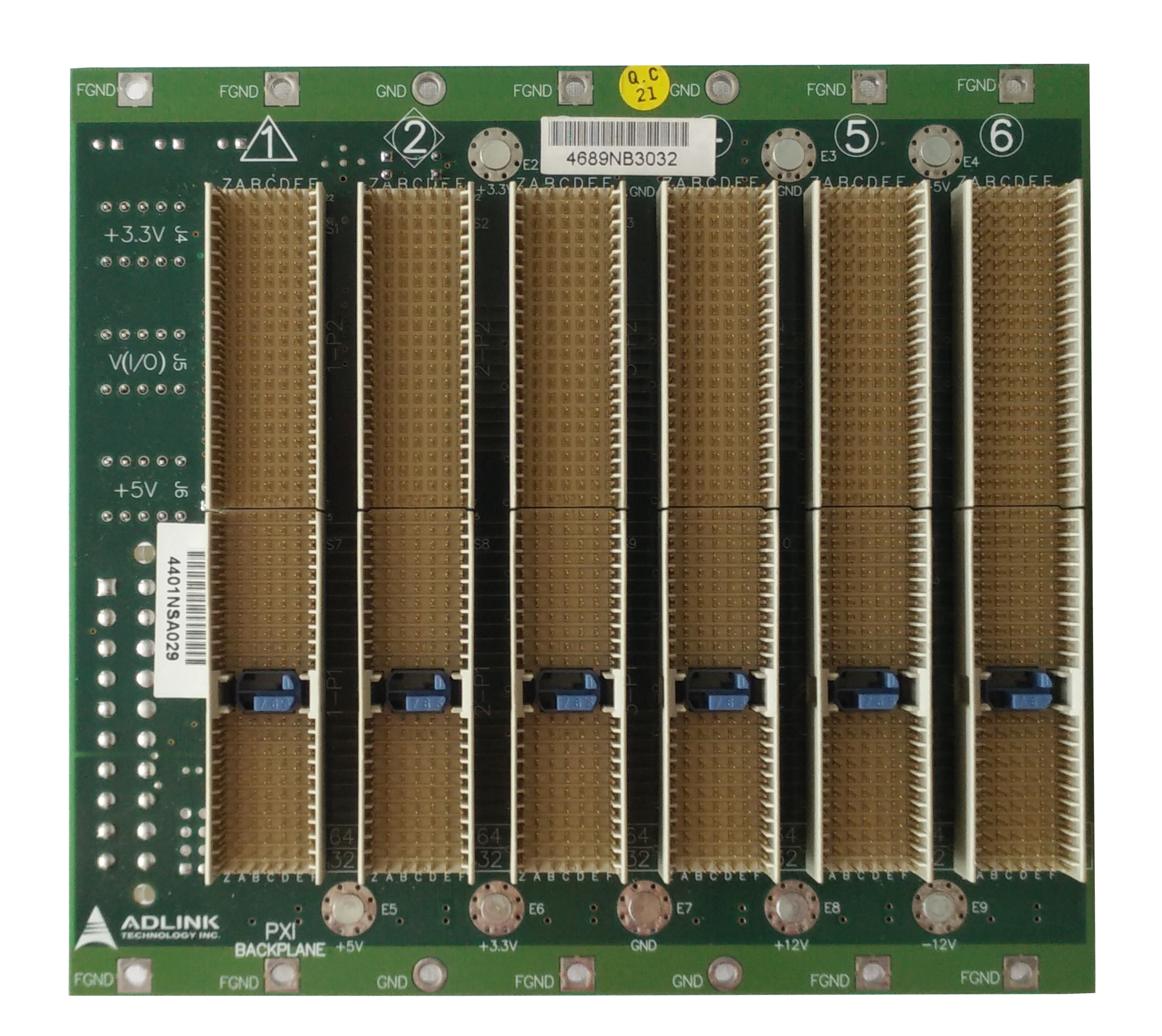
Carte de fond de panier

Un fond de panier (en anglais backplane) est une carte ou un bâti sur laquelle plusieurs connecteurs sont disponibles pour la connexion d'autres cartes à un appareil. Ces connecteurs peuvent être reliés à des bus d'alimentation, de contrôle ou de communication.
En informatique, les emplacements de cartes avec leurs connecteurs permettant d'intégrer un ensemble d'éléments périphériques s'appellent couramment slots.

## Électronique industrielle

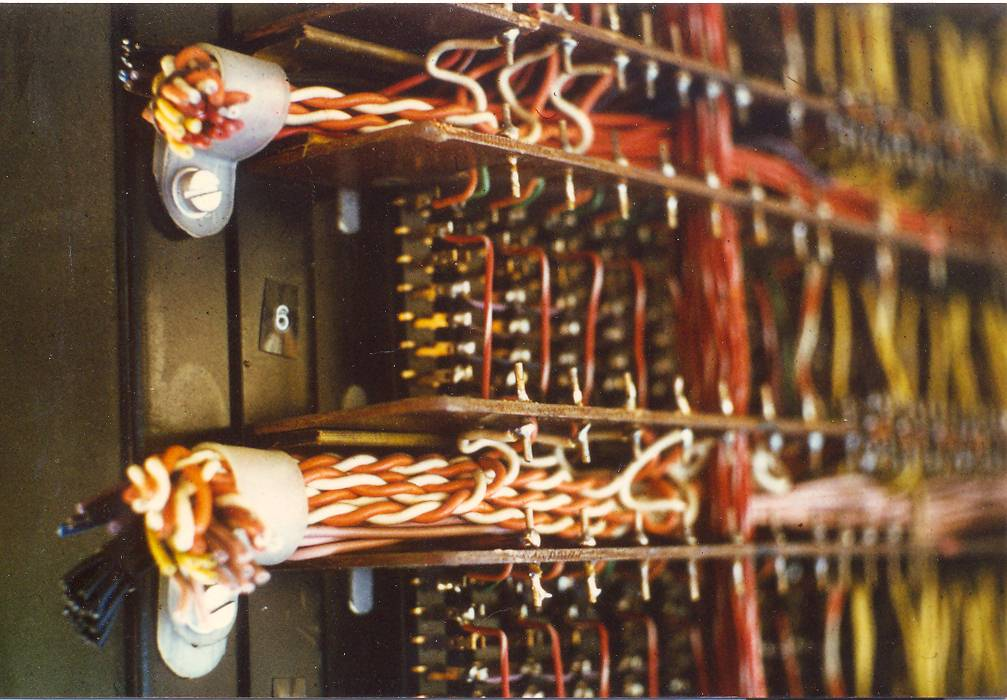
Fond de panier en câblage soudé

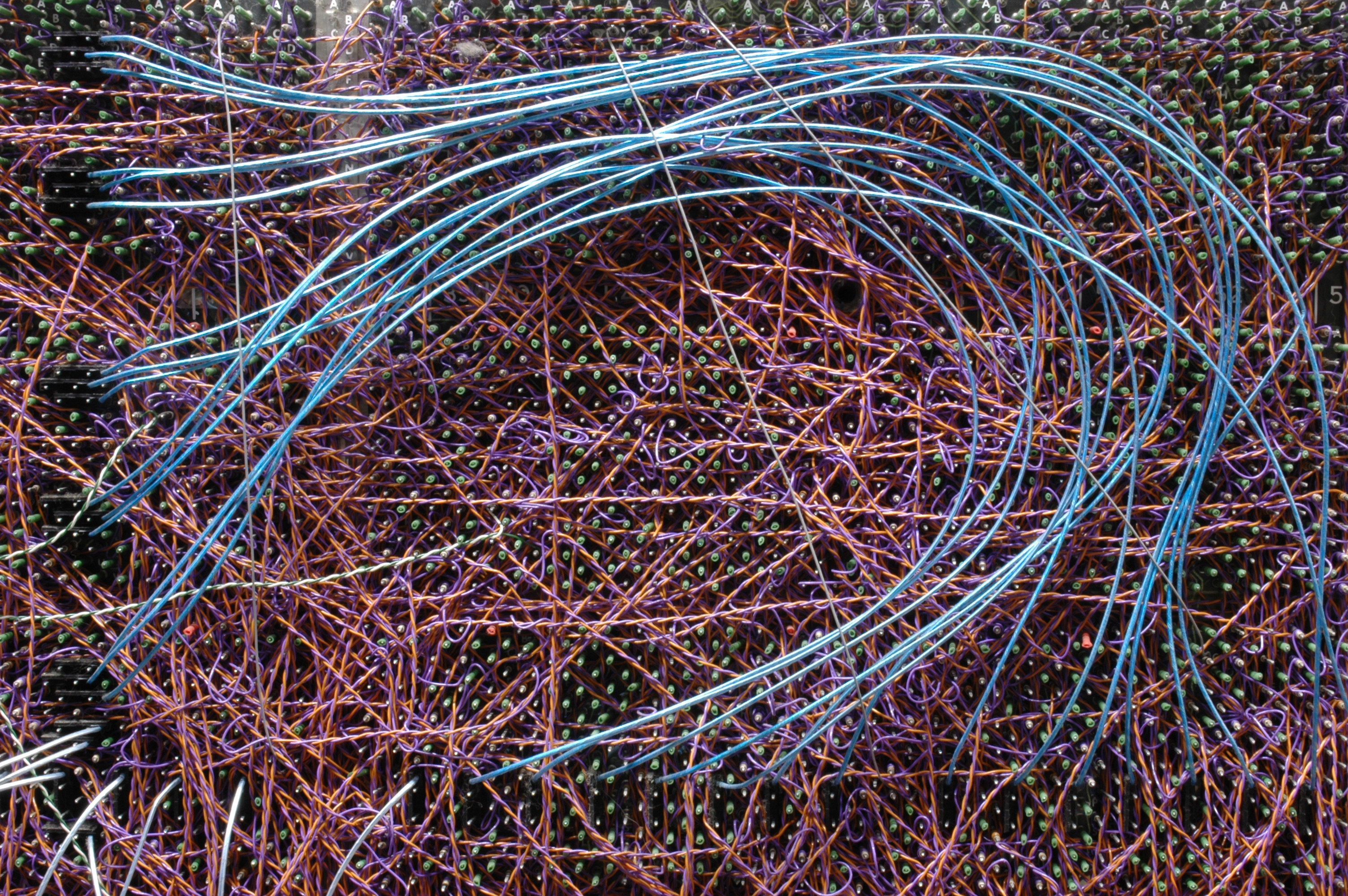
Fond de panier câblage wrappé.

On construit le plus souvent les appareils industriels en modules, dont chacun remplit une fonction. Cette méthode facilite la conception. Un groupe travaille à un module de façon indépendante, connaissant uniquement sa fonction et son interface avec les autres modules. La maintenance et l'évolution des installations se font ensuite rapidement par remplacement d'un élément. Chaque module tient sur une carte imprimée ou un assemblage de cartes enfichées sur des connecteurs dans des « bac à cartes » contenus dans des boîtes elles-mêmes montées dans des armoires métalliques appelées baies.
Le fond de panier est le câblage, réalisé généralement sur une carte imprimée, des modules entre eux dans le bac à cartes. Il comprend le plus souvent un bus d'alimentation et des circuits de communication entre cartes ; par exemple, quand tous les modules traitent successivement un signal, le fond de panier relie les broches de sortie d'un emplacement aux broches d'entrée de l'emplacement suivant. Le fond de panier des appareils numériques peut comporter un bus informatique.
La norme de la Commission électrotechnique internationale CEI 60297-3 définit des caractéristiques mécaniques des baies, boîtes, modules et connecteurs, de façon à permettre la fabrication des modules indépendamment de celle des boîtes en milieu industriel. Cette norme se base sur des boîtes d'une largeur de 19 pouces, soit 482,6 mm, qu'on désigne généralement par l'anglicisme rack dix-neuf pouces. La compatibilité entre modules exige en plus un accord sur l'affectation des broches de connecteurs du fond de panier, qui n'est pas fixé par la norme. Dans les cas où une carte ne doit être insérée qu'à certaines emplacements, on modifie les connecteurs en y plaçant des détrompeurs qui empêchent d'insérer une carte en mauvaise position.
La structure modulaire convient aussi à des appareils qui comportent plusieurs unités fonctionnelles identiques, comme une console de mixage audio. On fabrique, avec les mêmes modules, des appareils différant par le fond de panier, déterminant le nombre maximal de modules. L'utilisateur peut spécifier leur type et leur disposition. Le fond de panier comporte l'alimentation et les bus de mélange.
Les applications aéronautiques, militaires et les appareils portables modulaires possèdent la plupart du temps des fond de panier adaptés à leurs contraintes particulières.

### Fiabilité
Dans un système modulaire, une panne peut se traiter rapidement par la substitution du module. Le fond de panier étant commun à tous les modules est le point unique de défaillance où cette intervention rapide n'est pas possible. C'est un point capital pour la fiabilité du système.
Toutes les précautions sont prises pour éviter la détérioration mécanique des connecteurs, avec un guidage précis des cartes et des pare-chocs, des fixations souples, et l'oxydation des broches, avec souvent des contacts dorés.
Un fond de panier passif ne comporte aucun composant électronique. Un fond de panier actif comprend des circuits d'interface en plus des conducteurs de bus. Dans ce cas, le sous-système n'est plus totalement modulaire.

## Informatique

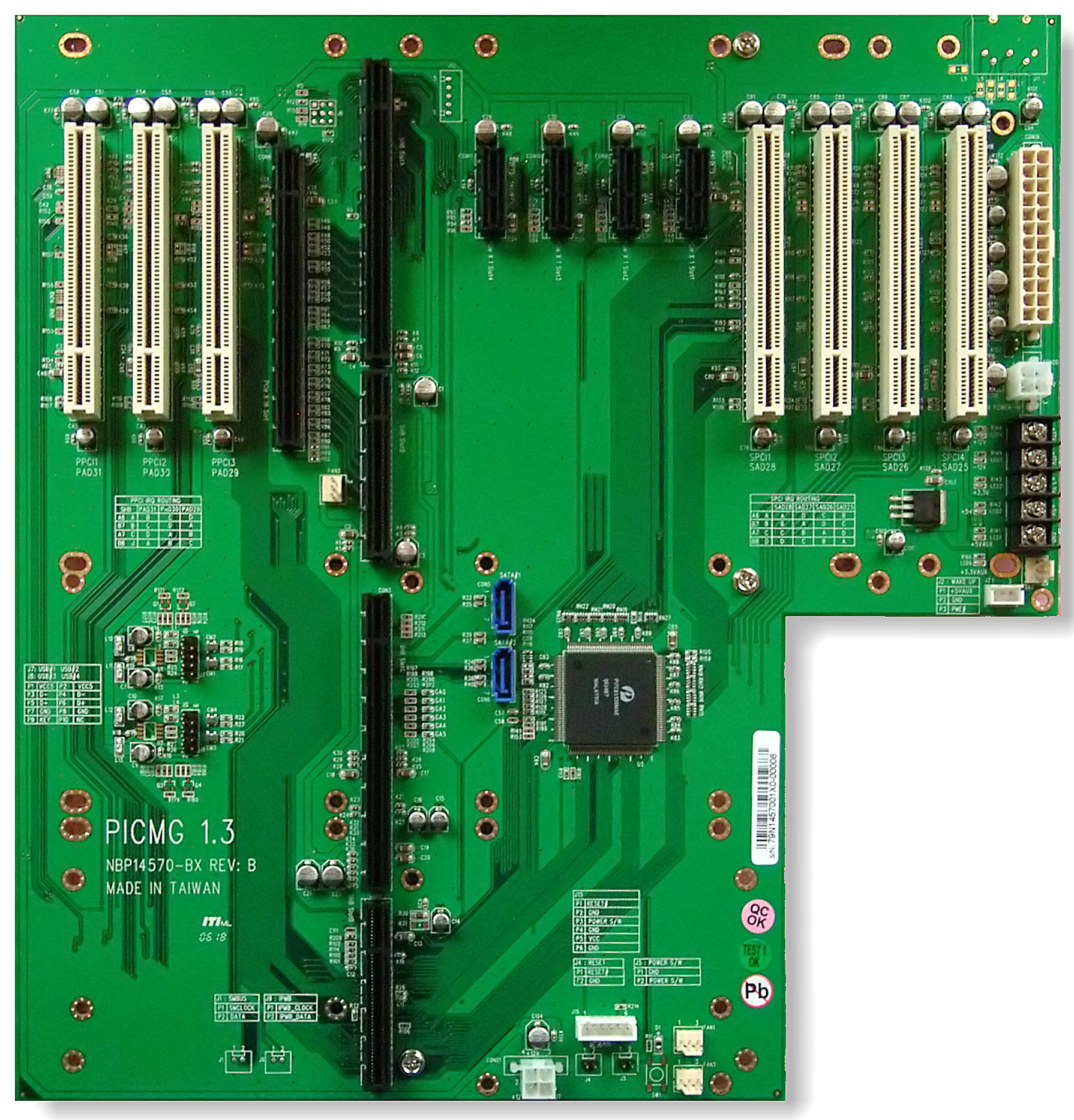
Fond de panier PCI

La norme qui définit un bus informatique peut inclure la description du fond de panier, qui se décompose en description physique de la carte et du connecteur, et en caractéristiques électriques des composants qui lui sont connectés.
Les ordinateurs personnels peuvent avoir un fond de panier PCI permettant de connecter des cartes d'extension.